# FZ:OZ
Az FZ:OZ Frank Zappa 2002-ben megjelent posztumusz albuma, a Vaulternative Records első kiadványa. A felvétel 1976. január 21-én készült Sydneyben, a Hordern Pavilionban tartott koncerten.

## A lemez számai
Minden szám szerzője Frank Zappa.

első lemez:
1. "Hordern Intro (Incan Art Vamp)" – 3:10
2. "Stink-Foot" – 6:35
3. "The Poodle Lecture" – 3:05
4. "Dirty Love" – 3:13
5. "Filthy Habits" – 6:18
6. "How Could I Be Such a Fool?" – 3:27
7. "I Ain't Got No Heart" – 2:26
8. "I'm Not Satisfied" – 1:54
9. "Black Napkins" – 11:57
10. "Advance Romance" – 11:17
11. "The Illinois Enema Bandit" – 8:45
12. "Wind Up Workin' in a Gas Station" – 4:14
13. "The Torture Never Stops" – 7:12

második lemez:
1. "Canard Toujours" – 3:22
2. "Kaiser Rolls" – 3:17
3. "Find Her Finer" – 3:48
4. "Carolina Hard-Core Ecstasy" – 6:12
5. "Lonely Little Girl" – 2:39
6. "Take Your Clothes Off When You Dance" – 2:02
7. "What's the Ugliest Part of Your Body?" – 1:07
8. "Chunga's Revenge" – 15:41
9. "Zoot Allures" – 12:50
10. "Keep It Greasy" – 4:40
11. "Dinah-Moe Humm" – 6:54
12. "Camarillo Brillo" – 3:58
13. "Muffin Man" – 3:41
14. "Kaiser Rolls (Du Jour)" – 3:00

## A lemezről

### Vaulternative kiadványok
Frank Zappa lemezeinek és felvételeinek kiadási jogát Gail Zappa a férje kérésére kérésére a Rykodisc kiadónak adta el, azonban elégedetlen volt a lemezek terjesztésével és gondozásával. Többek között ezért is alapította meg 2002-ben a Vaulternative Records kiadót, amelynek célja Zappa teljes hosszúságú koncertjeinek kiadása. Egyes interjúkban Gail Zappa olyan mennyiségű felvételről beszél, hogy akár évente ötöt-hatot is kiadhatnának, eközben ugyanakkor a valós kiadások meglehetősen ritkák, közöttük hosszú évek telnek el, az egyes lemezek fülszövegeiben a "megtalált" szalagokról mint valami nem remélt ritkaságokról esik szó.
Az egyes kiadványok egységesen papírtokban jelennek meg, a hátoldalon annak az államnak a térképével, ahol a felvétel készült. Minden kiadványon az adott állam veszélyeztetett állat- és növényfajait felsoroló hosszú lista olvasható.
A Vaulternative Records gondozásában eddig megjelent lemezek: FZ:OZ (2002), Wazoo (2007), Buffalo (2007), Joe’s Menage (2008), Philly ’76 (2009).

### FZ:OZ – a lemezről
Jelen kiadvány az 1976. január 21-én Sydneyben, a Hordern Pavilionban tartott koncertet tartalmazza csaknem teljes egészében (két kihagyott szám a Trying To Grow A Chin és a Honey Don't You Want A Man Like Me?). A koncert felvételéhez csak egy magnetofon állt rendelkezésre, a szalagváltásokkor keletkező réseket így kalózfelvételekből (és valószínűsíthetően egy japán koncertből) pótolták. A hangminőség így ugyan azokon a helyeken érezhetően romlott, de a koncert hatásában így egész maradt. A szalagváltások nagy valószínűséggel: "How Could I Be Such A Fool", a "Kaiser Rolls" vége, és a "Zoot Allures".
Az itt hallható anyag nagy része a felvétel idején kiadatlan volt, mint például a "Canard Toujours", ami később "Kreega Bondola" néven (is) futott, majd "Let's Move to Cleveland" címmel került fel a Does Humor Belong in Music? lemezre (1984-es felvétel). Más számok a Zoot Allures-on jelentek meg 1976-ban. A "Kaiser Rolls" című dalnak ez az első megjelenése, mindjárt két változatban is: a koncerten túlmenően egy próba-változat is hallható a lemez végén, ott "Kaiser Rolls (Du Jour)" címmel.
Érdekesség, hogy ettől a (nagy zenészegyéniségeket, szólistákat némileg nélkülöző, kis létszámú) felállástól Zappa életében szinte semmi nem jelent meg – a Black Napkinst és a Ship Ahoyt kivéve.
(Majdnem) ugyanezt a felállást mutatja be a Joe’s Menage című CD (2008).

## A zenészek
- Frank Zappa – gitár, vokál
- Terry Bozzio – dobok, ének
- Napoleon Murphy Brock – tenorszaxofon, ének
- Roy Estrada – basszusgitár, ének
- Andre Lewis – billentyűs hangszerek, ének

vendég:
- Norman Gunston – harmonika (a "The Torture Never Stops"-ban)

## Külső hivatkozások
- Dalszövegek és információk – az Information Is Not Knowledge honlapon
- A megjelenés részletei – a Zappa Patio honlapon
- A Vaulternative kiadványokról – a lemez fülszövege (magyarul, Zappa PONT!)